# Castianeira alfa
Castianeira alfa är en spindelart som beskrevs av Reiskind 1969. Castianeira alfa ingår i släktet Castianeira och familjen flinkspindlar. Inga underarter finns listade.